# کارابان لجباز
کارابان لجباز (فرانسوی: Kéraban-le-têtu‎) که با نام‌های میراث و مردی به نام کارابان در ایران ترجمه شده‌است، رمانی است ماجراجویانه نوشته ژول ورن که برای اولین بار در سال ۱۸۸۳ منتشر شد.
کارابان، یک تاجر توتون و تنباکوست که در قسطنطنیه (استانبول) زندگی می‌کند. هنگامی که دولت عثمانی برای عبور از تنگهٔ بُسفُر (باریکهٔ آبی که دریای سیاه را به مرمره می‌پیوندد و قارهٔ اروپا را از آسیا جدا می‌کند) قانون مالیاتی وضع می‌کند، او از پرداخت عوارض به این دلیل که خانه-اش فقط چند مایل آنسوتر از بُسفر است خودداری می‌کند. شهر استانبول در دو سویِ بُسفر مستقر است.
«کارابان»، سپس همراه دوست تاجر هلندی خود، زمین‌های اطرافِ دریای سیاه را طی می‌کند تا به خانه و عمارت خود بازگردد؛ و همین سفر، و انعطاف ناپذیریِ او مایهٔ اصلی داستان را فراهم می‌آورد …